# Eduard Moritz Jacoby

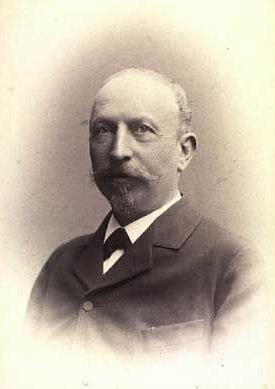
Eduard Moritz Jacoby (Fotograf: Jens Petersen)

Eduard Moritz Jacoby (* 17. September 1845 in Randers; † 1. Juli 1909) war ein dänischer Arzt und Politiker.
Jacoby stammte aus einer jüdischen Familie in Randers und war der Sohn des Kaufmanns Jacob Jacoby und seiner Frau Pauline, geb. Meyer. Er wurde Arzt,  praktizierte 1871–1882 im Frederiksberg Hospital und wurde für die Zeit von 1896 bis 1908 Vorsitzender des Gemeinderats der Frederiksberg Kommune. Der politischen Überzeugung nach war er liberal und er wurde wegweisend bei Abstimmungen für Sozialdemokraten und Liberale. Er war einer der führenden Kräfte in der Errichtung der neuen Anlage des Frederiksberg-Hospitals im Jahr 1900. Darüber hinaus wirkte er an der Gestaltung von Fredriksbergs Stadtwappen mit, das er 1899 dem Rat zur Ausarbeitung vorschlug.
Am 6. November 1901 wurde er zum Ritter des Dannebrog-Ordens geschlagen.
Am 28. Juli 1873 heiratete er auf dem Askerødhof in Schonen Gerda Elizabeth Pehrsson (* 3. August 1854).
Jacoby lebte mit seiner Familie in einer Villa im Old Kongevej 149.
Jacobys Allé (55° 40′ N, 12° 32′ O) wurde bereits 1906 nach ihm benannt.